# Gerald van der Kaap
Gerald van der Kaap (Enschede, 22 mei 1959) is een Nederlands fotograaf, beeldend kunstenaar en vj. Zijn artiestennaam als vj is 00-Kaap.
Van der Kaap studeerde van 1978 tot 1980 aan de Academie voor Beeldende Kunsten St. Joost in Breda en was van 1980 tot 1986 uitgever van het tijdschrift Zien. In 1987 en 1988 was hij producer van Rabotnik TV. In 1993 bracht hij BlindRom v0.9 uit, een van de eerste multimedia cd-roms. In 1996 ontving hij de Capi-Lux Alblas Prijs voor zijn gehele oeuvre. In 2007 ontving hij de Singerprijs 2007, eveneens voor zijn oeuvre.
Van der Kaap heeft kunstwerken ontworpen in de openbare ruimte, onder andere voor het Tilburgse centrum 013 (1998), voor Atelier HSL (2002), voor het Zaanse papierrecyclingbedrijf De Vries (2004) en in het Station  Europaplein van de Noord/Zuidlijn (2018) in Amsterdam.

## Publicaties
- Hover Hover (1991)
- BlindRom v0.9 (1993)
- Wherever you are on this planet (1996)
- Passing the Information (2002)
- Amsterdam, China & the Lands Without (2007)